# Lewis Tan
Lewis Singwah Tan (Manchester, 4 de fevereiro de 1987) é um ator, dublê de ação, artista marcial e modelo norte-americano nascido na Inglaterra. Ele é mais conhecido por Gaius Chau em Into the Badlands, Lu Xin Lee em Wu Assassins e Fistful of Vengeance, e Cole Young em Mortal Kombat.

## Filmografia

### Cinema
| Ano  | Título                                   | Papel            | Notas |
| ---- | ---------------------------------------- | ---------------- | ----- |
| 2006 | The Fast and the Furious: Tokyo Drift    |                  | Dublê |
| 2006 | Mini's First Time                        | Skatepunk No. 2  |       |
| 2007 | Pirates of the Caribbean: At World's End |                  | Dublê |
| 2008 | Red Velvet                               | Maníaco          |       |
| 2013 | Olympus Has Fallen                       | Comando Coreano  | Dublê |
| 2013 | The Hangover Part III                    | Guarda da Prisão | Dublê |
| 2015 | Sacrifice                                | Ben Kittman      |       |
| 2018 | Den of Thieves                           | Ator             |       |
| 2018 | Deadpool 2                               | Shatterstar      |       |
| 2019 | Ji                                       | Ji               | Curta |
| 2021 | Mortal Kombat                            | Cole Young       |       |
| 2022 | Fistful of Vengeance                     | Lu Xin Lee       |       |

### Televisão
| Ano     | Título                       | Papel                | Notas                                      |
| ------- | ---------------------------- | -------------------- | ------------------------------------------ |
| 2006    | CSI: NY                      | Kym Tanaka           |                                            |
| 2007    | Day Break                    | Jimmy Yan            | Dublê                                      |
| 2007    | 24                           |                      | Dublê                                      |
| 2010    | CSI: Miami                   | Aiko Okanagi         |                                            |
| 2011    | NCIS: Los Angeles            | Hiro Yakuza          |                                            |
| 2011    | The Protector                | Zachary              |                                            |
| 2013    | The Girlfriend               | Bruce Wayne / Batman | Curta                                      |
| 2014    | 10,000 Days                  | Jiro Farnwell        | Filme televisivo                           |
| 2015    | Mortal Kombat X: Generations | Kung Jin             |                                            |
| 2015    | Hawaii Five-0                | Luke Nakano          |                                            |
| 2016    | Mortal Kombat: Legacy        | Kung Jin             |                                            |
| 2016    | Rush Hour                    | Chen                 |                                            |
| 2017    | Punho de Ferro               | Zhou Cheng           | Episódio: "The Blessing of Many Fractures" |
| 2018-19 | Into the Badlands            | Gaius Chau           | Papel recorrente                           |
| 2019    | Wu Assassins                 | Lu Xin Lee           | Papel principal                            |
| 2021    | Shadow and Bone              | Tolya Yul-Bataar     | Papel principal (temporada 2)              |
| 2024    | Cobra Kai                    | Sensei Wolf          | (Segunda parte da temporada 6)             |